# Cam Ranh

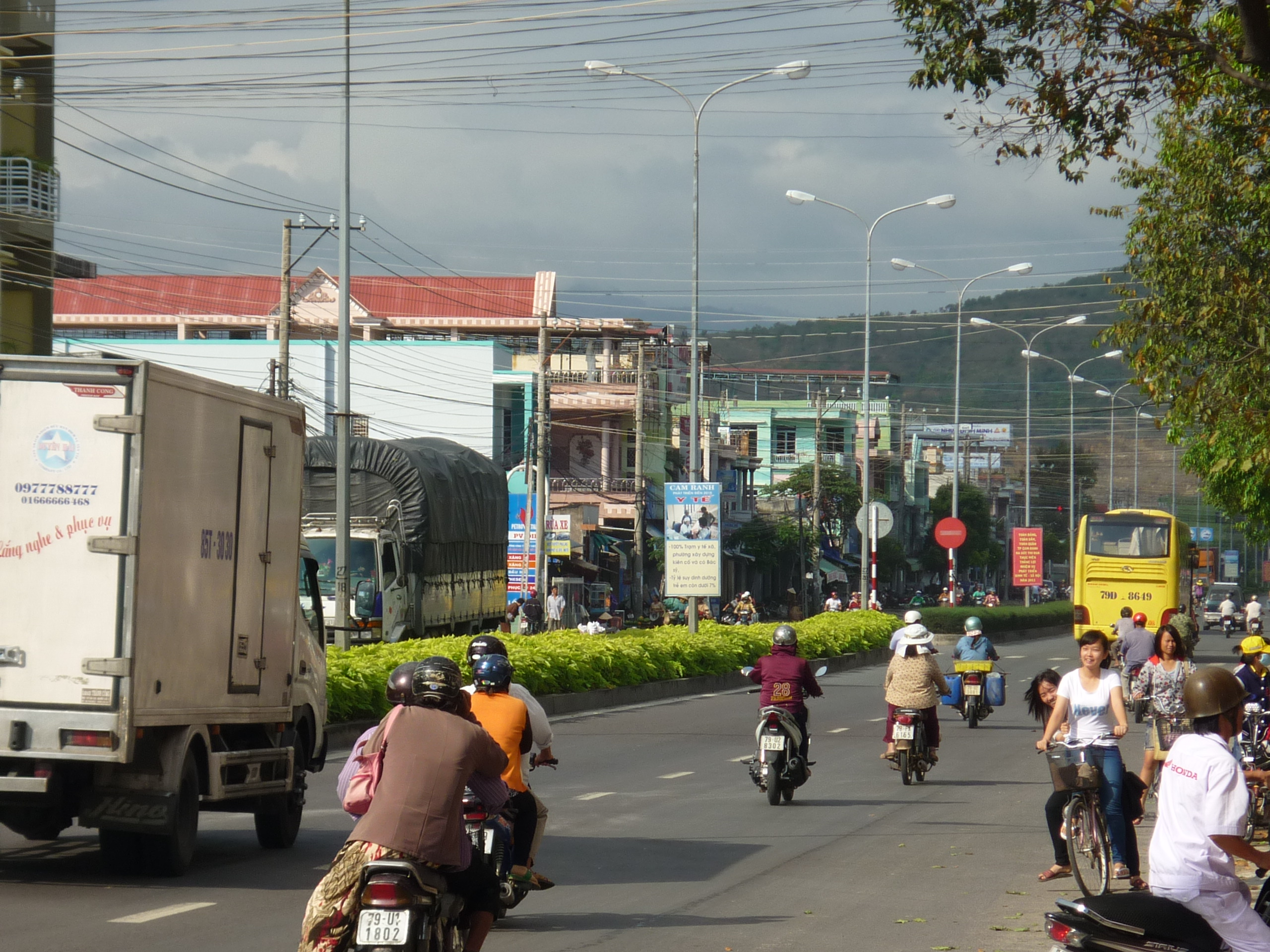
Cam Ranh

La ciudad de Cam Ranh es el segundo núcleo en población de la provincia de Khanh Hoa, tras la capital.
Cam Ranh está ubicada al sur de la provincia, en el mar de China y en ella fue instalada la base estadounidense por la gran profundidad de sus aguas, lo que permitía el atraque de buques con gran calado.